# Serra da Mantiqueira
La serra da Mantiqueira est une formation montagneuse du sud-est du Brésil. Elle s'étend sur 500 km, le long des frontières entre les États du Minas Gerais, de São Paulo et Rio de Janeiro.
Son point culminant se trouve à 2 798 m d'altitude, à la Pedra da Mina, à la limite du Minas Gerais et de l'État de São Paulo.

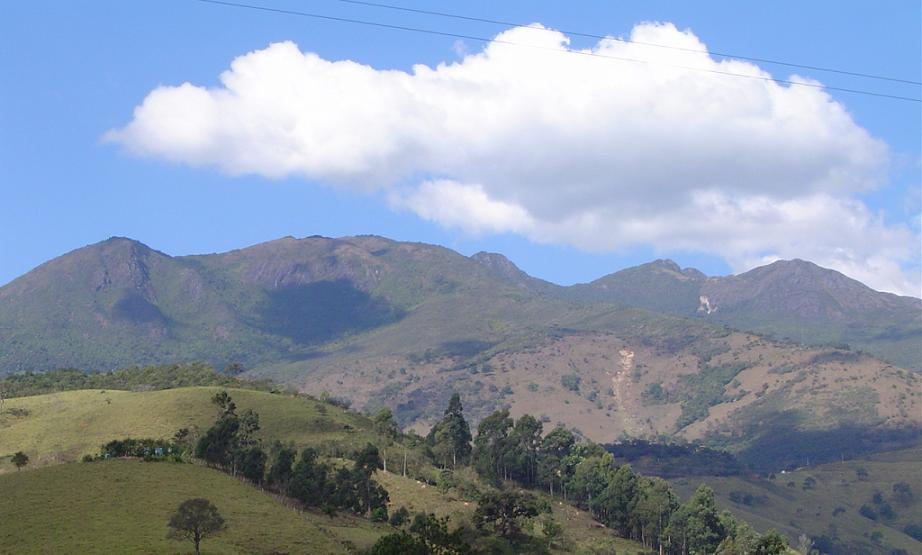
La serra da Mantiqueira à Passa Quatro.

La Pedra do Baú, proche de la ville de São Bento do Sapucaí, dans la serra da Mantiqueira.